# 스코틀랜드 게일어
스코틀랜드 게일어는 영국의 스코틀랜드에서 쓰이는 켈트계 언어이다. 아일랜드어, 맹크스어와 함께 고이델어의 일종이다.

## 역사
스코틀랜드 게일어의 사용은 5세기경 아일랜드섬에서 건너온 스코트족의 스코틀랜드 정착에서 시작된다. 그러나 스코트족 정착 이전의 원주민인 픽트족이 쓰던 픽트어도 켈트어 계통일 개연성이 있다. 스코트족의 원거주지가 아일랜드인 까닭에 웨일스어와 같은 다른 켈트어에 비해 스코틀랜드 게일어와 아일랜드 게일어는 유사성이 크다.
스코틀랜드 게일어의 사용은 18세기부터 잉글랜드의 켈트족 문화에 대한 탄압으로 킬트, 백파이프 등 켈트족 전통물과 함께 금지되어 점차 쇠퇴, 현재는 스코틀랜드 하일랜드를 중심으로 서해안의 도서 지역에서 일부 사용될 뿐이다. 롤런드 지방에서는 스코틀랜드 영어(또는 스코트어)가 주로 사용된다. 지역에 따라 방언차가 심한 편으로, 통일화가 추진되고 있다. 2005년에는 스코틀랜드의 공용어로 지정되었다.